# Johann Wilhelm Ernst Wägner
Johann Wilhelm Ernst Wägner (* 16. September 1800 in Darmstadt; † 4. Dezember 1886 in Kettenheim), oft kurz nur Wilhelm Wägner, war ein deutscher Schriftsteller, Übersetzer und evangelischer Theologe.

## Leben
Johann Wilhelm Ernst Wägner wurde als Sohn eines Hofjägers in Darmstadt geboren. Zunächst besuchte eine Privatschule, danach das Gymnasium. In den Jahren 1820 bis 1823 studierte er in Gießen Theologie. Anschließend wurde er Hofmeister des französischen Gesandten, Graf von Fenelon, in seiner Heimatstadt. Von Januar 1824 bis zum Mai 1827 war Wägner Vorsteher einer Privatlehranstalt für Knaben, später Lehrer an einer Realschule und an einer höheren Gewerbeschule. 1832 promovierte er zum Dr. phil. Im November 1842 übernahm Wägner eine Pfarrstelle in Ginsheim und wechselte 1859 als Pfarrer nach Kettenheim. 1877 wurde ihm der Titel eines Kirchenrats verliehen.
Wägner starb im Alter von 86 Jahren.

## Werke
- Hellas. Das Land und Volk der alten Griechen (1859), im 20. Jahrhundert neu bearbeitet von Emil Nack
- Das Buch vom Feldmarschall Radetzky. Für Heer und Volk (1859)
- Rom. Anfang, Fortgang, Ausbreitung und Zerfall – Geschichte und Kultur des römischen Volkes (1862), neu bearbeitet von Emil Nack
- Asgard and the Gods (1880) (englisch)
- Die Nibelungen. Nach nordischer und deutscher Dichtung erzählt (1882)
- Nordisch-germanische Götter- und Helden (1882)
- Epics and romances of the Middle Ages (1884) (englisch)
- Romances and epics of our northern ancestors, Norse, Celt and Teuton (1906) (englisch)